# Erman Okay
Erman Okay (* 30. November 1939 oder 1. Januar 1940 in Izmir) ist ein türkischer Schauspieler, Autor, Regisseur und Theatergründer, der lange Zeit in Deutschland gewirkt hat. Zu seinem umfangreichen Schaffen gehört auch die im deutschen Fernsehen gezeigte zweisprachige Familienserie Korkmazlar. Überdies zählt er zu den Mitbegründern der bis heute die Türkischen Filmtage München ausrichtenden SinemaTürk.

## Leben
Erman Okay studierte Früh- und Altertumsgeschichte an der Universität Ankara als er bereits als Bühnenschauspieler in Erscheinung trat. Unter Münip Senyücel sowie Özdemir Nutku spielte er am Theater Ankara Deneme in Stücken wie Count Albany von Donald Carswell, Sorry, Wrong Number von Lucille Fletcher und La Dame de Bronze et le Monsieur de cristal ou Seul von Henri Duvernois. 1961 schloss er sich dem Profitheater Ankara Meydan an, für das er u. a. in Peter Ustinovs Romanoff and Juliet und Cahit Atays Karaların Memetleri auf der Bühne stand.
Nach Abschluss seines Archäologiestudiums und Ableistung des Wehrdienstes gründete Okay 1968 in Ankara das eigene Kindertheater Binbirgece (deutsch: Tausendundeine Nacht). Als er 1981 nach München übersiedelte, galt der Bühnenschaffende schon als „wichtiger Vertreter des türkischen Jugendtheaters“. In der Türkei hatte er bis dahin auch im Rundfunk unterhaltende wie pädagogische Arbeit geleistet, zunächst als Redakteur und Sprecher für Radio Ankara, dann beim türkischen Fernsehsender TRT in Ankara, der ihn außerdem als einen seiner ersten Moderatoren beschäftigte. Später kam es noch zu einer Tätigkeit im Bereich des Zeitungsjournalismus in Istanbul unter Mete Akyol.
In Deutschland wandte sich Okay mit türkischsprachigen Literatur-, Bildungs- und Informationsprogrammen auf Audiokassetten des Vereins Kassettenprogramme für ausländische Mitbürger, für den er ab 1981 fast zwei Jahrzehnte genauso als Sprecher wie als Autor oder Regisseur tätig war, anfangs vor allem an in Deutschland lebende Türken, wobei er sich auch unabhängig von Nationalität und Herkunft immer wieder für die Förderung von Minderheiten einsetzte und ebenso danach strebte, ein deutsches Publikum zu erreichen.
In diesem Kontext gründete Okay 1982 die bis 1987 von ihm geleitete gemischtkulturelle Türkische Theatergruppe am Theater der Jugend der Münchner Schauburg, für deren erste Aufführung – ein von ihm selbst verfasstes „Stück über die Geschichte und Situation von Migrantenfamilien“ – man durch das Verteilen von 2000 Flugblättern in der bayrischen Metropole um noch fehlende Schauspieler und Mitarbeiter warb. Uraufgeführt wurde Erman Okays Das Land der Träume – Düşler Ülkesi am 18. Dezember 1982. Die Produktion wurde mit dem „Stern der Woche“ der Münchner Abendzeitung ausgezeichnet und außer in München auch in Kempten, Stuttgart, Rosenheim und Hamburg gezeigt. Nach einer Aufführung von Sevgi Soysals Frauen auf der Venus im darauffolgenden Jahr folgte neben anderen Produktionen mit Babür ile/und Sabür (Autor, Regisseur und Darsteller: Erman Okay) ein besonderer Publikumserfolg, der darüber hinaus in einer Videofassung der Münchner Atlas Film Verbreitung fand. Das Stück wurde beim Internationalen Kinder- und Jugendtheatertreffen „Schau Spiele 85“ aufgeführt und bis ins Jahr 1986 um die fünfzigmal gespielt.
Zur selben Zeit inszenierte Christiane Ohaus für den RIAS Berlin Ermans Okays deutschsprachiges Hörspiel Vogelfrei, das 1986 im regulären Programm des Senders lief. Das Motiv der Kreidekreisprobe aufnehmend schilderte es den Rechtsfall eines in Deutschland aufgewachsenen Kindes, das gegen seinen Willen in die Türkei zurückgeholt werden soll. Als Sprecher in einem deutschen Radiohörspiel hatte man Okay bereits ein Jahr zuvor in Witwe Zibulskys Traum nach Edgar Hilsenrath in der Rolle des Türken gehört. Längst trat er auch als Schauspieler im deutschen Fernsehen auf, z. B. in der Familienserie Unsere Nachbarn, die Baltas (1984), Folgen der Kriminalfilmreihe Der Fahnder (ab 1985) und dem TV-Film Betrogene Liebe (1986).
1988 wurde auf Initiative des Vereins Kassettenprogramme für ausländische Mitbürger Erman Okays zweisprachige Spielfilmserie Korkmazlar realisiert, die zunächst nur für den Kassettenvertrieb vorgesehen war. Die an populäre Familienunterhaltungsprogramme anknüpfende „Videofilmserie mit integrierten Deutschlernangeboten für türkische Familien“ rief insbesondere durch regelmäßige Auftritte türkischer Stars reges Interesse beim Zielpublikum hervor. An den die Reihe begleitenden gleichsam aufwändig produzierten Magazinen sowie den Spracherwerb unterstützenden Übungskassetten war Okay ebenfalls als Autor beteiligt. Die Fachpresse sah in der „Integration von Sprachlernangeboten in eine Spielfilmhandlung“ eine Neuheit und lobte „das ungewöhnliche Konzept zu einem Sprachmotivationsfilm“. Nachdem der Bayerische Rundfunk die Filme um „eine türkische Familie in Deutschland“, so der spätere deutschsprachige Untertitel der Reihe, gesichtet hatte, fand sie auch den Weg ins Vorabendprogramm des deutschen Fernsehens, wo sie bis 1994 in allen dritten Programmen sowie auf 1plus und in 3sat gezeigt wurde.
Die von Okay in Deutschland entwickelte Methode, ein sprachlich gemischtes Publikum durch die Darstellung der „Realität der Zweisprachigkeit“ auf dem Theater wie im Film oder auf Tonkassetten vollverständlich zu erreichen, wurde in der internationalen Fachliteratur zur interkulturellen Pädagogik als wegweisend anerkannt. Diesbezügliche Arbeiten des Autors erschienen bis Mitte der 2000er Jahre in weiteren Medienkombinationen auch bei Beltz und im Schulbuchverlag Anadolu, so Keloǧlan und der Riese (1991), Eins von mir – eins von dir/Bir benden – bir senden (1992 und 2004) und Keloǧlan und Rotkäppchen (2004). Sie werden bis heute als Lehrmittel für den interkulturellen Sprachunterricht empfohlen.
Ebenfalls dem Kulturaustausch dienen sollte die Gründung des SinemaTürk Filmzentrums in München, an der Erman Okay 1989 wesentlich beteiligt war. Zu einer Zeit, in der in der Bundesrepublik noch kaum deutsch synchronisierte oder untertitelte türkische Filme verfügbar waren, machte es sich der Verein u. a. zur Aufgabe, einem deutschsprachigen Publikum „künstlerisch und inhaltlich hochwertige türkischsprachige Filme“ mittels eigener Synchronfassungen zu erschließen. Als Veranstalter der inzwischen zu einer festen Größe im Münchner Kulturleben gewordenen Türkischen Filmtage München war man überdies immer wieder an der Entdeckung noch unbekannter Filmregisseure aus Deutschland beteiligt, insbesondere im Kontext eines sogenannten deutsch-türkischen Kinos. Eher sporadisch trat Okay indes auch selbst als Filmregisseur in Erscheinung und inszenierte Anfang der 1990er Jahre so unterschiedliche Werke wie den langen Dokumentarfilm über die griechische Schriftstellerin Dido Sotiriou Der Duft der Dinge (1991, gemeinsam mit Thomas Balkenhol) und den drei türkische Zeichentrickfilme mit einer deutschsprachigen Rahmenhandlung verbindenden Nasreddin Hoca im Wanderkino (1992, gemeinsam mit Robert Hültner).
Erman Okays bevorzugte Wirkungsstätte blieb das Theater, sei es als Vermittler des Karagöz, als Bearbeiter von Märchenstoffen wie im Fall des später auch in der Türkei gespielten Allem Kallem (1990), als „Autor origineller Kindertheaterstücke“ wie Nasrettin Hoca (erstinszeniert 1989 von Orhan Güner am Theater der Jugend) oder als Regisseur eigener und fremder Stücke wie Behic Aks Trennkost für Verflossene 2000 im gap-Werkraum München. Okays vielfältiges Bühnenschaffen in Deutschland beinhaltete auch die Konzeption und Inszenierung einer musikbegleiteten Lesung von Gedichten Nazim Hikmets sowohl in deutscher, als auch in türkischer, englischer, russischer und französischer Sprache für das Theater Transit im Jahr 2001 sowie zahlreiche Auftritte als Schauspieler – außer in eigenen Theaterwerken u. a. auch in der Rolle des Bassa Selim in einer französischen Produktion des Mozart’schen Singspiels Die Entführung aus dem Serail 1999 in München.
Gleichfalls tragende Rollen erhielt er als Filmschauspieler, sei es als Kemal in dem deutschen Spielfilm Die Distel (1992) oder Hauptfigur in Baumanns Doppelfehler (1993), einer Episode aus der ARD-Reihe Geschichten aus der Heimat. In dem für den Adolf-Grimme-Preis nominierten Spielfilm Leben, Liebe, Tod (1996) spielte Okay außerdem den Vater der von Idil Üner dargestellten Hauptfigur und auch an Hans Christian Müllers bissiger Satire Willkommen in Kronstadt (1996) war er als Darsteller beteiligt. Fortgesetzt sah man ihn in zum Teil größeren Gastrollen in TV-Serien, 1992 zum wiederholten Male im Fahnder, aber auch in Zwei Brüder (1994) oder dem fernsehpreisgewürdigten Tatort In der Falle (1998). Zu Okays jüngsten Mitwirkungen als Schauspieler an deutschen Filmproduktionen gehören der mehrfach ausgezeichnete Kino-Kurzspielfilm Weites Meer (2001) von Emre Koca und die auf BR-alpha erstgesendete Fernsehserie Deutsch Klasse (2003).
In Bezug auf sein bildungspolitisches Engagement in der Bundesrepublik arbeitete der Künstler oft eng mit deutschen Institutionen zusammen, u. a. mit Bundes- und Landesministerien, der Bundesanstalt für Arbeit und dem Staatsinstitut für Frühpädagogik, wirkte an pädagogischen Konzepten mit, war an der Erstellung von Sprach- und Lernhilfen beteiligt und als Berater oder Übersetzer tätig. Sein kontinuierlicher Einsatz für den Verein Kassettenprogramme für ausländische Mitbürger umfasste schließlich so unterschiedliche Arbeiten wie einen Türkischkurs für Deutsche Wir sprechen türkisch (1988, mit Özgür Savaṣc̣ı), das Informationshörspiel zur AIDS-Aufklärung Yaşamak güzel şey (1992) und die Tonregie der SAID-CD Das Salz meiner Hände (1999).
Inzwischen lebt Erman Okay nach fast einem Vierteljahrhundert leidenschaftlichen Wirkens in Deutschland wieder in der Türkei, wo er weiterhin künstlerisch tätig ist. In den letzten Jahren erlangte er hier als Fernsehschauspieler größte Bekanntheit, verkörperte mit Yılmaz Hancıoğlu eine Hauptrolle in der beliebten FOX-Serie Yer Gök Aşk (2010–2013). Als Zafer Ar ist er seit 2014 überdies in einer Serienhauptrolle der nicht minder populären Familien-Comedy-Drama-Produktion Kocamın Ailesi zu sehen. Den weichherzigen Opa Zafer spielte der langjährige Theatermime mittlerweile auch in verschiedenen Werbespots für die Speiseeismarke Langnese.

## Zitate
„Meine bisherige Theaterarbeit mit und für Ausländer hat gezeigt, daß sich verschiedene Kulturen nebeneinander entwickeln und sich gegenseitig befruchten können, wenn die Möglichkeit dazu geboten wird. Doch die Voraussetzungen bedürfen der Unterstützung und Förderung von außen, zumindest am Anfang. Wenn die Entwicklung der verschiedenen Kulturen nebeneinander nicht  gefördert wird, erhebt sich der Verdacht, daß nicht Integration der Kulturen das Ziel ist, sondern Anpassung aller Kulturen an eine Kultur. Doch für ein harmonisches, demokratisches Zusammenleben ist die Integration aller Kulturen die Voraussetzung und dazu gehört die Förderung der Minderheiten.“

„Ich bin ein Kormoran.“

## Veröffentlichungen (Auswahl)
Kassettenprogramme für ausländische Mitbürger
- 1981: Bebek: eine Informationskassette für türkische Frauen und ihre Familie
- 1981: Gebelik ve doğum: eine Informationskassette für türkische Frauen und ihre Familie
- 1983: Masallar (Regisseur und Sprecher)
- 1983: Andersen'den masallar (Regisseur und Sprecher)
- 1983: Yaşar Kemal: Teneke (Sprecher)
- 1983: Jules Verne: 80 Günde Dünya Gezisi (Bearbeiter und Sprecher)
- 1988: Barış und der graue Wolf. Nach dem musikalischen Märchen Peter und der Wolf op. 67 (1936) von Serge Prokofieff (Sprecher)
- 1988: Wir sprechen türkisch: ein audiolingualer Sprachkurs für Anfänger (mit Özgür Savaşçi)
- 1988: Korkmazlar: eine Familienserie in acht Teilen. Sprachkassetten
- 1992: Yaşamak güzel şey: bir Aids bilgilendirme kaseti
- 1999: SAID: Das Salz meiner Hände (Regisseur)

(zum Teil mehrteilige Werke und/oder mit Textheft)
Videos
- Babür und Sabür, KAV Video 1985
- Korkmazlar 1/2, KAV Video 1988
- Korkmazlar 3/4, KAV Video 1988
- Korkmazlar 5/6, KAV Video 1988
- Korkmazlar 7/8, KAV Video 1988
- Nasreddin Hoca im Wanderkino, Beltz 1992

Weitere Tonträger
- 1991: Keloğlan und der Riese, Beltz
- 1992: Eins von mir – eins von dir, Bir benden – bir senden, Beltz
- 2004: Keloğlan und Rotkäppchen, Schulbuchverlag Anadolu
- 2004: Eins von mir – eins von dir, Bir benden – bir senden, Schulbuchverlag Anadolu
- 2008: Hörspielset „Hören ohne Grenzen“: Sprache entdecken, Stiftung Zuhören

Buchbeiträge
- 1987: Theaterarbeit für und mit ausländischen Jugendlichen. In: Edith Sollfrank: Ausländerarbeit und Integrationsforschung – Bilanz und Perspektiven, S. 219 ff.

## Dramatische Werke (Auswahl)
Theater
- 1982: Das Land der Träume – Düşler Ülkesi
- 1985: Babür ile / und Sabür
- 1986: Gülmeyi Unutan İnsanlar – Die Menschen, die das Lachen verlernt haben
- 1989: Nasrettin Hoca
- 1990: Allem Kallem

Hörspiel
- 1986: Vogelfrei
- 1992: Yaşamak güzel şey

Fernsehserie
- 1988: Korkmazlar – Eine türkische Familie in Deutschland

## Filmografie
Darsteller
- 1984: Unsere Nachbarn, die Baltas (Fernsehserie)
- 1985: Ein Toter läuft Amok (aus der Kriminalfilmreihe Der Fahnder)
- 1986: Betrogene Liebe (Fernsehspielfilm)
- 1988: Korkmazlar – Eine türkische Familie in Deutschland (Fernsehserie)
- 1992: Nachtschicht (aus der Kriminalfilmreihe Der Fahnder)
- 1992: Die Distel (Fernsehspielfilm)
- 1993: Geschichten aus der Heimat XXVIII (Fernsehserienepisode)
- 1994: Zwei Brüder (Pilotfilm)
- 1996: Willkommen in Kronstadt
- 1996: Liebe, Leben, Tod (Fernsehspielfilm)
- 1998: Tatort – In der Falle (Kriminalfilmreihe)
- 2001: Weites Meer (Kurzspielfilm)
- 2003: Deutsch Klasse (Fernsehserie)
- 2010–2012: Yer Gök Aşk (Fernsehserie)
- 2013: Kedi Özledi (Kinospielfilm)
- seit 2014: Kocamın Ailesi (Fernsehserie)

Regisseur
- 1985: Babür und Sabür (Theaterverfilmung)
- 1991: Der Duft der Dinge – Ein Portrait der Dido Sotiriou (Dokumentarfilm)
- 1991: Nasreddin Hoca im Wanderkino (Kinderfilm)

Autor
- 1985: Babür und Sabür (Theaterverfilmung)
- 1988: Korkmazlar – Eine türkische Familie in Deutschland (Fernsehserie)

## Einzelbelege
1. ↑  http://www.vollfilm.com/de/actor/erman-okay?record=0
2. ↑  Erman Okay. Abgerufen am 19. Februar 2024 (türkisch).
3. ↑  Erman Okay - Diziler.com. Abgerufen am 19. Februar 2024.
4. ↑  http://buch.goethe.de/cgi-bin/acwww25/deazr.pl?recnums=13895&ka=juge
5. ↑  Archivierte Kopie (Memento vom 30. Juni 2015 im Internet Archive)
6. ↑  Archivierte Kopie (Memento vom 30. Juni 2015 im Internet Archive)
7. ↑  Archivierte Kopie (Memento vom 30. Juni 2015 im Internet Archive)
8. ↑  Archivierte Kopie (Memento vom 30. Juni 2015 im Internet Archive)
9. ↑  Cumhuriyet, 27. August 1963, Seite 4
10. ↑  Archivierte Kopie (Memento vom 30. Juni 2015 im Internet Archive)
11. ↑  Der eine kämpft, der nächste erntet. Vierzig Jahre Theater der Jugend – 40 Jahre Theatergeschichte, Schauburg 1993, S. 68
12. ↑  http://www.roportajgazetesi.com/erman-okay-roportaji-c2449.html
13. ↑  Edith Sollfrank: Ausländerarbeit und Integrationsforschung - Bilanz und Perspektiven, Deutsches Jugendinstitut 1987, S. 219 ff.
14. ↑  Süddeutsche Zeitung, 25. April 1985
15. ↑  Edith Sollfrank: Ausländerarbeit und Integrationsforschung - Bilanz und Perspektiven, Deutsches Jugendinstitut 1987, S. 219 f.
16. ↑  Westfälisches Landesmedienzentrum: Eine Medienauswahl zum Thema Märchen, Landschaftsverband Westfalen-Lippe 2003
17. ↑  Edith Sollfrank: Ausländerarbeit und Integrationsforschung - Bilanz und Perspektiven, Deutsches Jugendinstitut 1987, S. 219 ff.
18. ↑  http://hoerspiele.dra.de/vollinfo.php?dukey=1375456&SID
19. ↑  Komşumuz Balta Ailesi | SinemaTürk. Abgerufen am 19. Februar 2024.
20. ↑  Hamburger Abendblatt, 19. August 1989
21. ↑  Zielsprache deutsch, Band 20, 1989, S. 55
22. ↑  http://www.db-thueringen.de/servlets/DerivateServlet/Derivate-9750/Videomaterial%20im%20Sprachunterricht.pdf
23. ↑  Edith Sollfrank: Ausländerarbeit und Integrationsforschung - Bilanz und Perspektiven, Deutsches Jugendinstitut 1987, S. 219 ff.
24. ↑  Eve Gregory: One Child, Many Worlds: Early Learning in Multicultural Communities, David Fulton Publishers, 1997, S. 72
25. ↑  Temeswarer Beiträge zur Germanistik Band 7, Mirton Verlag 2010, S. 68 f.
26. ↑  http://www.okay-line.at/file/656/elternmanual_englisch.pdf
27. ↑  Hörspielset "Hören ohne Grenzen" Sprache entdecken - Interkulturelles Lernen - Deutsch als Zweitsprache | WorldCat.org. Abgerufen am 19. Februar 2024.
28. ↑  Sinematurk Munchen - Über uns (Memento vom 7. Juli 2015 im Internet Archive)
29. ↑  http://www.archive.nrw.de
30. ↑  http://www.roportajgazetesi.com/erman-okay-en-buyuk-askim-karim-c2449.html
31. ↑  Archivierte Kopie (Memento vom 23. September 2015 im Internet Archive)
32. ↑  Zielsprache deutsch, Band 20, 1989, S. 55
33. ↑  Theater heute - Bände 1–6; Band 30 - Seite 64
34. ↑  https://medien.die-bonn.de/doks/ppa/16195/Txt/volltext.txt
35. ↑  Archivierte Kopie (Memento vom 4. März 2016 im Internet Archive)
36. ↑  Archivierte Kopie (Memento vom 2. Juli 2015 im Internet Archive)
37. ↑  http://tellux-film.de/cms/index.php?option=com_content&task=view&id=177&Itemid=1
38. ↑  Hamburger Abendblatt, 19. August 1989
39. ↑  Staatsinstitut für Frühpädagogik (München): Keloǧlan und Rotkäppchen : türkisch und deutsch ; Märchen für Kinder. von Erman Okay. Sprecher: Martin Abram ... Übers.: Aylin Erkal. Regie und Regieassistenz: Erman Okay, Marion Dickopp. Musik: İhsani Karabacak, Heinz Graf. Audio-CD, Schulbuchverl. Anadolu, Hückelhoven 2004, ISBN 3-86121-238-2.
40. ↑   Archivlink (Memento vom 20. Oktober 2007 im Internet Archive)
41. ↑  Staatsinstitut für Frühpädagogik und Medienkompetenz - Lust auf Sprache - Sprachliche Bildung und Deutsch lernen in Kindertageseinrichtungen. Abgerufen am 19. Februar 2024.
42. ↑  http://www.fox.com.tr/Kocamin-Ailesi/
43. ↑  Erman Okay: Theaterarbeit für und mit ausländischen Jugendlichen. In: Edith Sollfrank: Ausländerarbeit und Integrationsforschung - Bilanz und Perspektiven, S. 222
44. ↑  Erman Okay: En Büyük Aşkım Karım, Röportaj Gazetesi am 12. Juni 2015

| Personendaten    | Personendaten                                                |
| ---------------- | ------------------------------------------------------------ |
| NAME             | Okay, Erman                                                  |
| KURZBESCHREIBUNG | türkischer Schauspieler, Autor, Regisseur und Theatergründer |
| GEBURTSDATUM     | 30. November 1939 oder 1. Januar 1940                        |
| GEBURTSORT       | Izmir                                                        |